# 大塚ヴェガホール
大塚ヴェガホール（おおつかヴェガホール）は、徳島県徳島市川内町にある大塚製薬株式会社が管理・運営する多目的ホールである。

## 概要
円筒形のホールで、講演会やコンサートとして利用される他、200インチVTRシアターとして利用される。収容人数は280人。これまで四国二期会のオペラ講演やフラメンコダンサー・小島章司のダンスショー等が行われた。

## 基礎データ

### 利用期間
- 10:00 - 17:00（ウィークデーは利用不可）
- 休館日：大塚製薬指定の休日、お盆休み期間、年末年始、施設点検日他

## 交通
- 徳島駅（JR四国）から車で約20分。
- 徳島空港から車で約10分。